# Alchemilla saxetana
Alchemilla saxetana é uma espécie de rosácea do gênero Alchemilla, pertencente à família Rosaceae.